# Lenguas trans-neoguineanas occidentales
Las lenguas trans-neoguineanas occidentales son un encadenamiento lingüístico propuesto dentro de las lenguas trans-neoguineanas, que no está claro que forme un grupo filogenético, identificado por Malcolm Ross (2005). Ross propone que estas lenguas son el remanente de un antiguo continuo geolectal, debido a las numerosas características compartidas, que sin embargo no parecen remontarse a un antecesor común. Las divisiones internas de estas lenguas también deben ser esclarecidas. William A. Foley considera que la pertenencia al grupo TNG de las lenguas de las Tierras Altas de Irian Jaya está por demostrar de manera convincente.

## Clasificación
Las lenguas trans-neoguineanas occidentales son un grupo de familias y lenguas independientes, de lenguas trans-neoguienanas cuya proximidad dentro de dicho grupo es tentativo. Las dos familias de las Tierras Altas de Irian Jaya (las lenguas dani y las lenguas de los lagos Paniai) parecen formar un grupo, mientras que las lenguas papúes de Timor y las lenguas de Bomberai occidental comparte dos innovaciones probables en sus formas pronominales. Sin embargo, las lenguas papúes de Timor parecen ser más bien lenguas independientes más que formar un grupo coherente, por lo que las lenguas trans-neoguineanas occidentales posiblemente no serían un grupo filogenético válido. Por ello, es posible que la clasificación de este grupo deba ser revisada en el futuro, a pesar de la evidente similitud léxica que presentan. En la clasificación siguiente las unidades filogenéticas válidas están señaladas en negrita, mientras que las ramas formadas por una sola lengua están en cursiva, mientras que el resto de agrupaciones tentativas van en letra simple:
- Trans-neoguineano occidental
  - Timor occidental-Alor-Pantar
    - Adabe (independiente)
    - Bunak (independiente)
    - Kolana-Tanglapui
      - Kolana
      - Familia tanglapui

    - Familia Alor-Pantar
    - Timor Oriental (Fatalaku-Makasai) [tal vez más cercano a las lenguas de Bomberai occidental.]
      - Fataluku
      - Oirata
      - Makasai

  - Lenguas Bomberai-Karas [tal vez más cercano a las lenguas de Timor oriental]
    - Karas (independiente)
    - Familia Bomberai occidental

  - Paniai-Dani
    - Familia de los lagos Paniai (Lagos Wissel) [tal vez una rama de Tierras Altas de Irian Jaya]
    - Familia dani [tal vez una rama de Tierras Altas de Irian Jaya]

El fataluku presenta una gran diversidad dialectal (por lo que algunos consideran la variedad rusenu como una lengua independiente). Además la rama makuv'a (lovaea) que en un tiempo se consideró parte del grupo papú de Timor Oriental, parece más bien ser una lengua austronesia con una fuerte influencia papú. Las lenguas savu (hawu y dhao) parecen ser lenguas no-austronesias, pero no parecen emparentarse con las lenguas de Timor y Alor. De hecho, la mayor parte de Nusa Tenggara orienta e islas Molucas parecen tener una fuerte influencia no austronesia.

### Historia de la propuesta
A pesar de su proximidad geográfica, las lenguas papúes de Timor no están estrechamente relacionadas, de hecho la demostración de su parentesco parece difícil, aparte del existente entre las lenguas Alor-Pantar que sí muestran una relación estrecha.
Arthur Capell fue el primero en proponer que las lenguas de Timor formaban una familia lingüística en 1941. Posteriormente, Watuseke y Anceaux propusieron la agrupación Timor-Alor-Pantar en 1973. Las clasificaciones posteriores no aceptan esas divisiones y dividen los dos grupos propuestos en grupos menores, aunque el parentesco último de todos los grupos se sigue aceptando.
En 1957, H. K. L. Cowan relacionó las lenguas de Timor con las lenguas papúes occidentales. Sin embargo, cuando Stephen Wurm (1975) postuló el grupo trans-neoguineano incluyó dentro de él las lenguas Timor-Alor-Pantar relacionándolas con las lenguas de Doberai meridional. Wurm también observó similitudes con las lenguas papúes occidentales pero postuló que las similitudes se debería a una influencia de tipo substrato de estas lenguas sobre lenguas trans-neoguineanas.
En cuanto a las lenguas dani y Panai, Capell (1962) las relacionó con las lenguas kwerba, sugerencia que Wurm aceptó añadiendo las lenguas de los lagos Wissel (lagos Paniai) y las lenguas de Doberai meridional al hipotético grupo dani-kwerba. Sin embargo, Ross (2005) al reclasificar estas lenguas acepta la conexión entre el dani y el Paniai con las lenguas trans-neoguineanas occidentales, pero clasifica las lenguas de Doberai meridional como una rama aparte y considera que las lenguas kwerba son una familia independiente del trans-neoguineano. Ross también deja aparte las lenguas papúes occidentales.

## Comparación léxica
Los numerales en diferentes lenguas trans-neoguineanas occidentales:
| GLOSA | PROTO- ALOR- PANTAR | PROTO- TANGLAPUI- KOLANA | PROTO- FATALUKU- MAKAKSAE | PROTO- BOMBERAI | Tierras Altas Oc. | Tierras Altas Oc. |
| GLOSA | PROTO- ALOR- PANTAR | PROTO- TANGLAPUI- KOLANA | PROTO- FATALUKU- MAKAKSAE | PROTO- BOMBERAI | PROTO- PANIAI     | PROTO- DANI       |
| ----- | ------------------- | ------------------------ | ------------------------- | --------------- | ----------------- | ----------------- |
| '1'   | *nuku               | *su-nɔ                   | *u-                       | *-gon           | *ɛna              | *ámbi-            |
| '2'   | *araqu              | *yaku                    | *-ete                     | *-reik          | *wiya             | *mbirén           |
| '3'   | *(a)tiga            | *tuwa                    | *-utu                     | *-nteri         | *wido             | *kenagam          |
| '4'   | *buta               | *arasɨku                 |                           | *-riŋgara       | *wui              | *2+2              |
| '5'   | *yiwesiŋ            | *ya-wetiŋ                |                           | *-tembu         | *edibi            |                   |
| '6'   | *talama             | *5+1                     | *rahu                     | *5+1            | *bedimi           |                   |
| '7'   | *5+2                | *5+2                     |                           | *5+2            | *dada?            |                   |
| '8'   | *5+3                | *5+3                     | *kabo                     | *5+3            | (*walu-)          |                   |
| '9'   | *5+4                | *5+4                     |                           | *5+4            | (*hiye)           |                   |
| '10'  | *qar nuku           | *ada-yaku                | *taʔan/ *ruruu            | *kopara         | *kaati            |                   |